# Idiops constructor
Idiops constructor là một loài nhện trong họ Idiopidae.
Loài này thuộc chi Idiops. Idiops constructor được Mary Agard Pocock miêu tả năm 1900.

## Hình ảnh

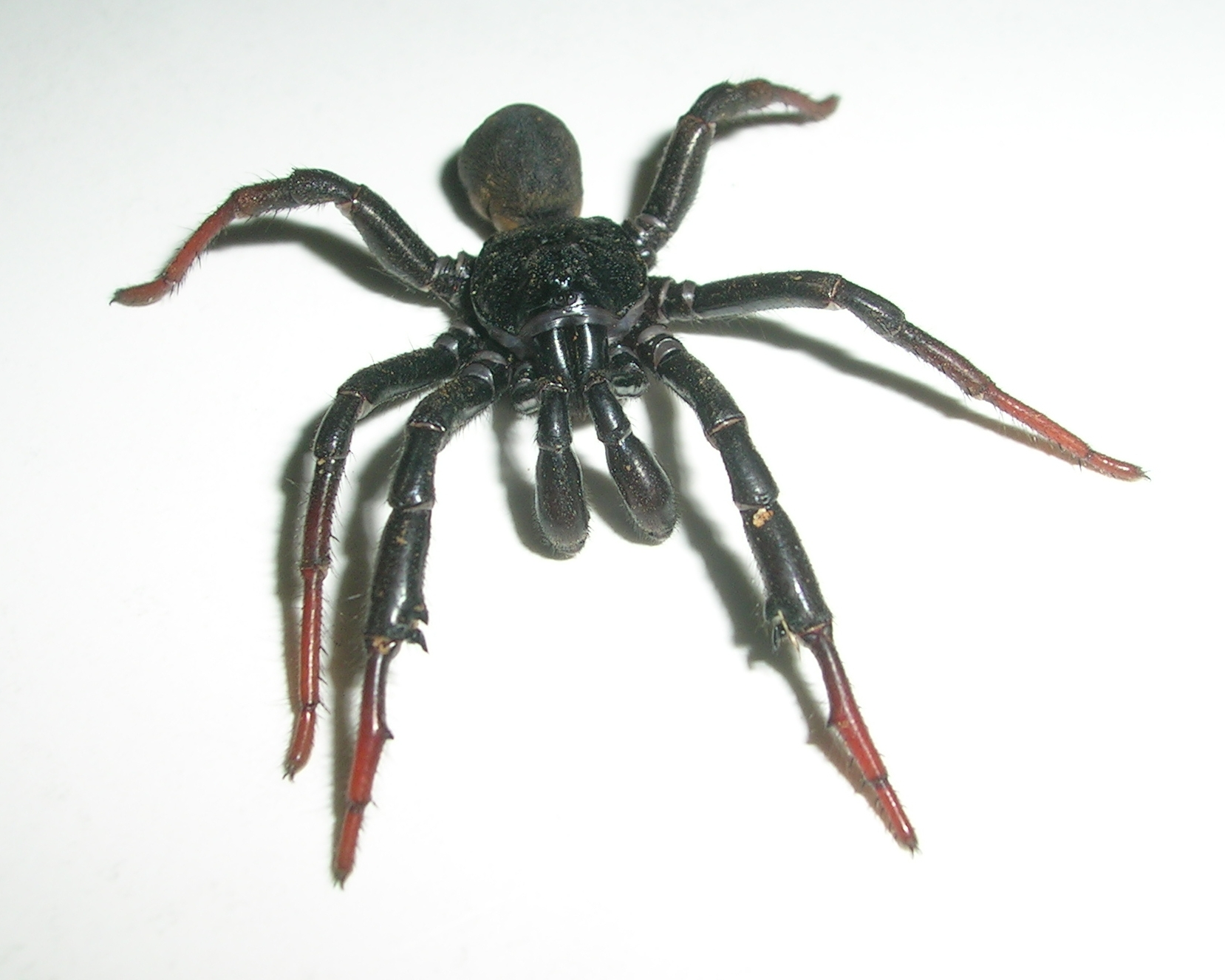
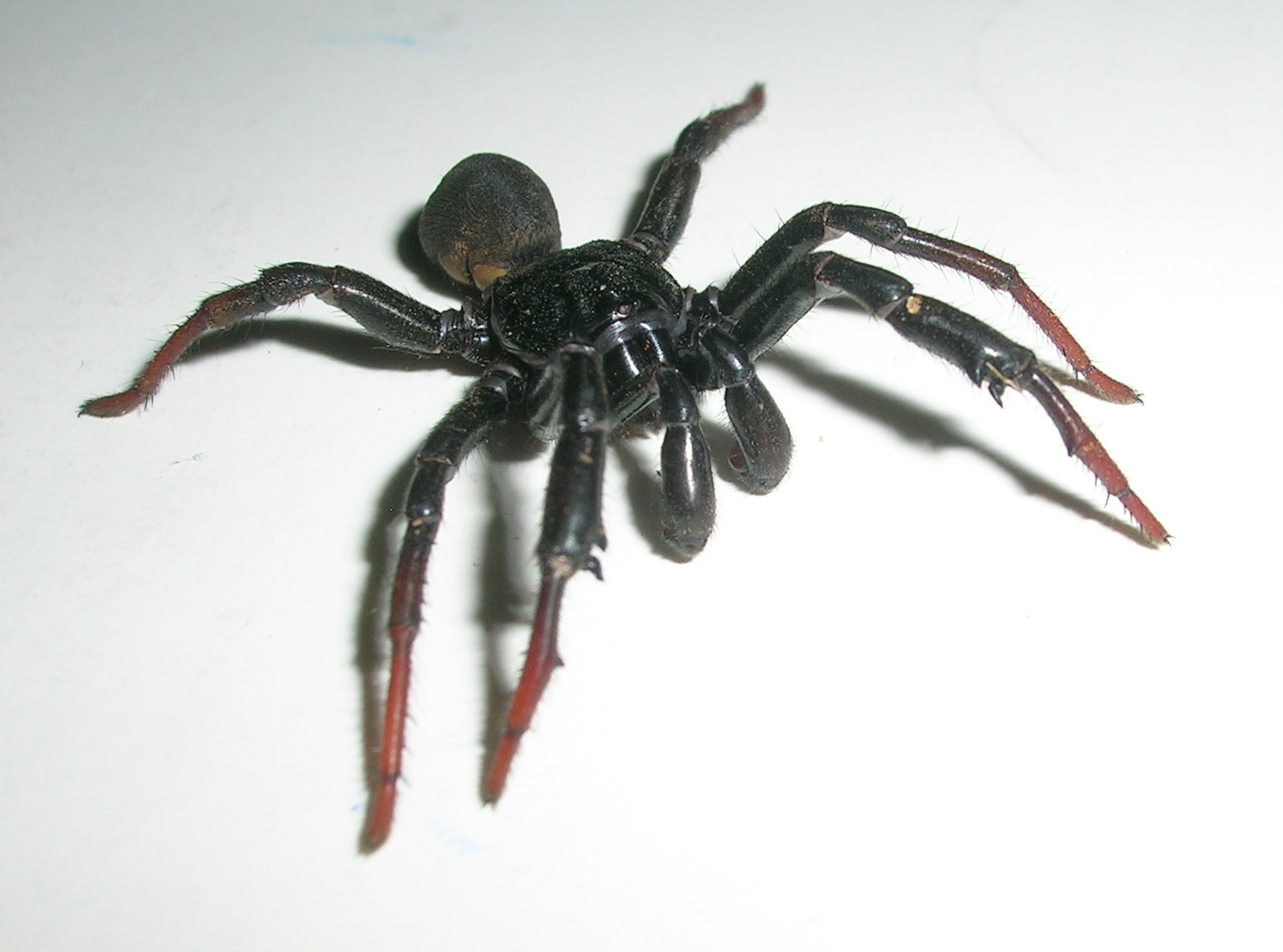
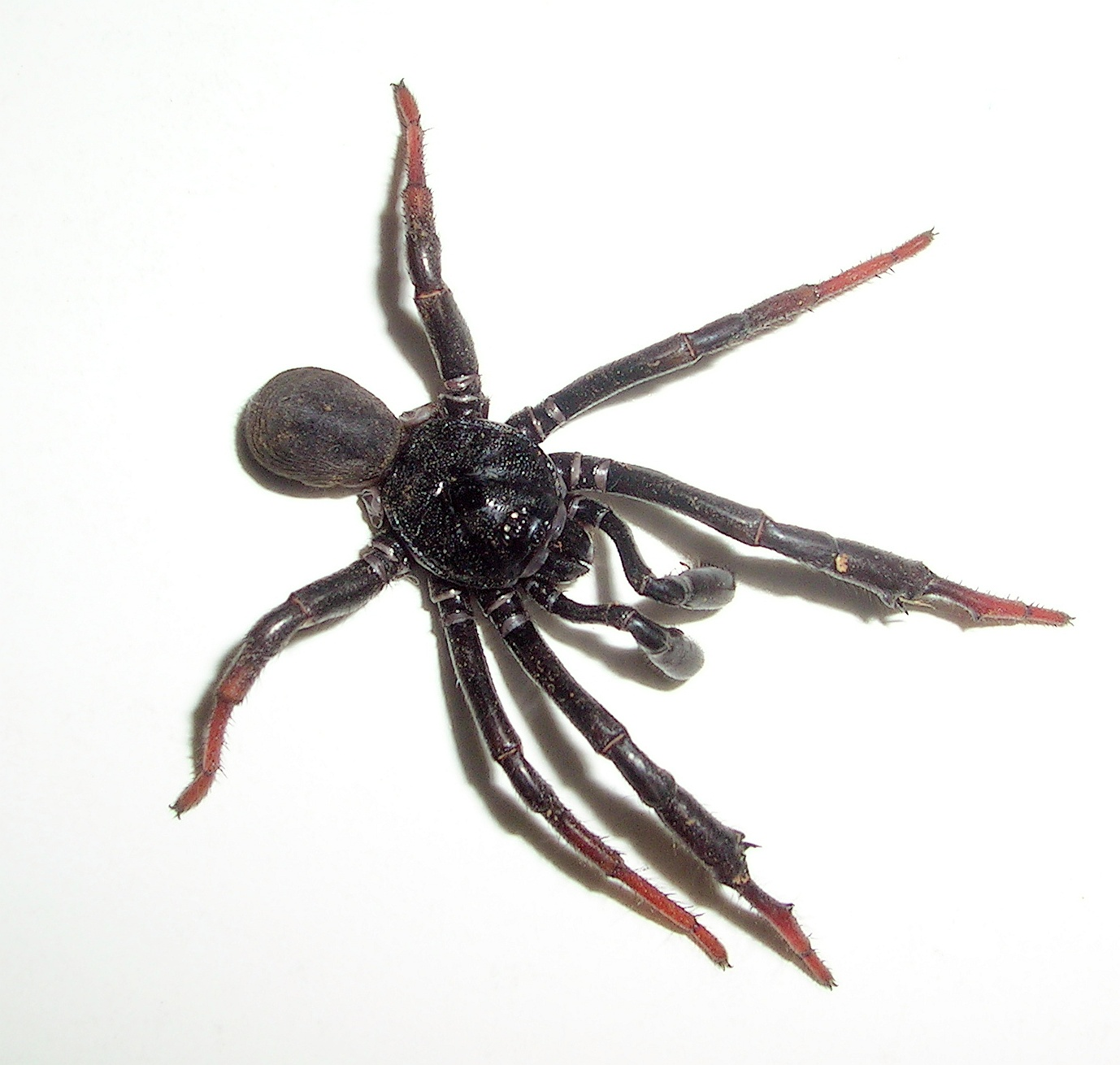
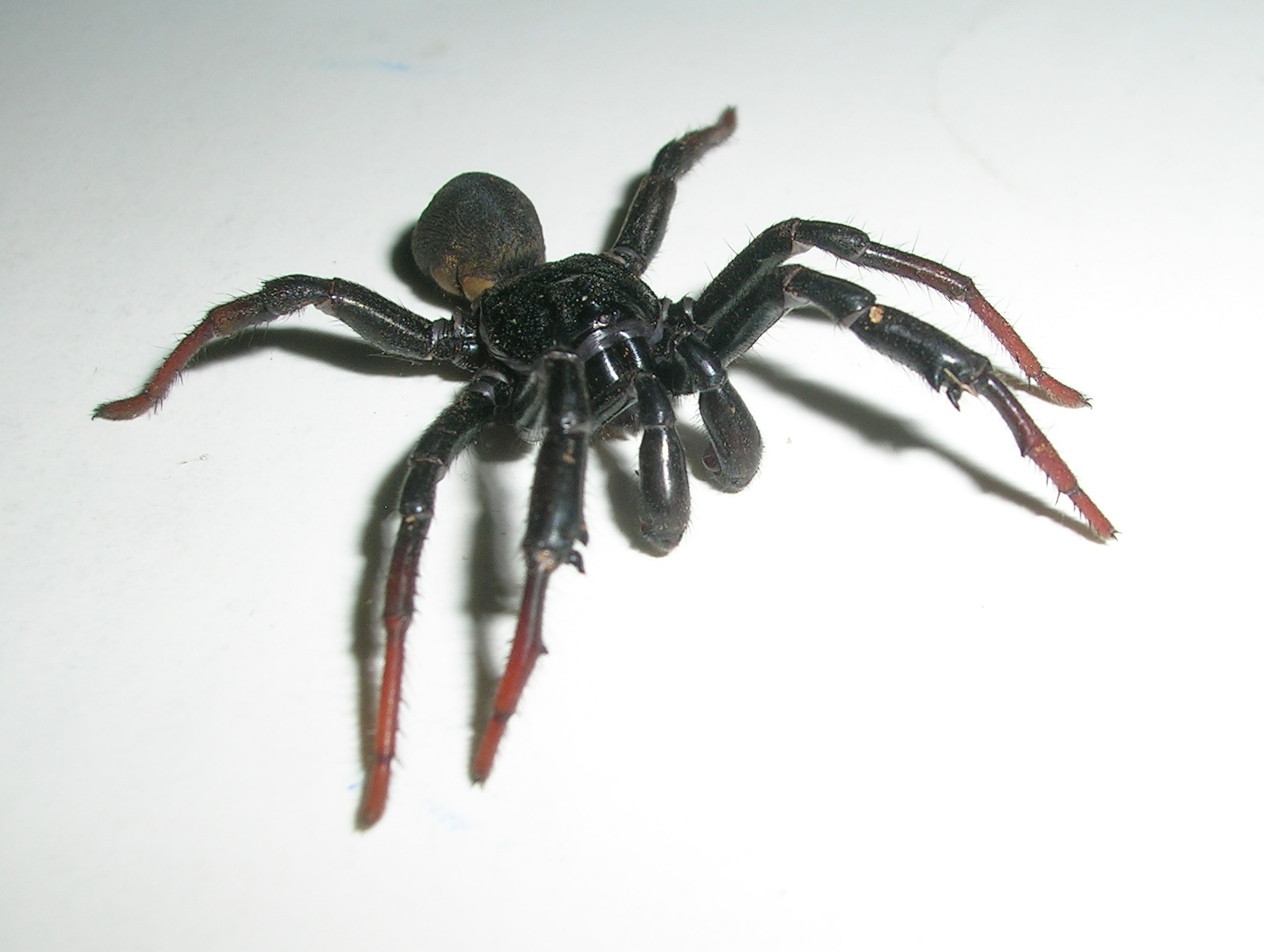